# Cadre colique
Le cadre colique fait environ 1,5 m.
Il est composé :
- du cæcum mobile.
- de l'appendice.
- du colon droit (ou colon ascendant) fixe.
- du colon transverse mobile.
- du colon gauche (ou colon descendant) fixe.
- du colon sigmoïde mobile.
- du rectum.